# Liste der Kulturgüter in Villigen
Die Liste der Kulturgüter in Villigen enthält alle Objekte in der Gemeinde Villigen im Kanton Aargau, die gemäss der Haager Konvention zum Schutz von Kulturgut bei bewaffneten Konflikten, dem Bundesgesetz vom 20. Juni 2014 über den Schutz der Kulturgüter bei bewaffneten Konflikten sowie der Verordnung vom 29. Oktober 2014 über den Schutz der Kulturgüter bei bewaffneten Konflikten unter Schutz stehen.
Objekte der Kategorie A sind im Gemeindegebiet nicht ausgewiesen, Objekte der Kategorie B sind vollständig in der Liste enthalten, Objekte der Kategorie C fehlen zurzeit (Stand: 1. Januar 2023). Unter übrige Baudenkmäler sind weitere geschützte Objekte zu finden, die in der Bau- und Nutzungsordnung der Gemeinde verzeichnet und nicht bereits in der Liste der Kulturgüter enthalten sind.

## Kulturgüter
| Foto |                                                                                         | Objekt | Kat. | Typ | Standort                               | Beschreibung |
| ---- | --------------------------------------------------------------------------------------- | --- | ---- | --- | -------------------------------------- | ------------ |
| ja   | Datei hochladen · Wikidata zu Schmittenbrunnen (Q29580961)                              | Schmittenbrunnen KGS-Nr.: 15851                                                                             | B    | K   | Mandacherstrasse 658441 / 264238       |              |
| ja   | Datei hochladen · Wikidata zu Halseisenbrunnen (Q29580951)                              | Halseisenbrunnen KGS-Nr.: 15852                                                                             | B    | K   | Im Winkel 658441 / 264312              |              |
| ja   | Datei hochladen · Wikidata zu Reformierte Kirche Villigen (Q2137123)                    | Ehemalige Kirche KGS-Nr.: 15853                                                                             | B    | G   | Mandacherstrasse 17.1 658324 / 264328  |              |
| ja   | Datei hochladen · Wikidata zu Geissberg (Erdwerk unbekannter Zeitstellung) (Q106204011) | Geissberg (Erdwerk unbekannter Zeitstellung) KGS-Nr.: 15855                                                 | B    | G   | Geissberg 657820 / 264200              |              |
| ja   | Datei hochladen · Wikidata zu Haus (Q29580957)                                          | Haus KGS-Nr.: 15856                                                                                         | B    | G   | Stilli, Steigstrasse 9 659759 / 263054 |              |
| ja   | Datei hochladen · Wikidata zu Ruine Besserstein (Q1652246)                              | Mittelalterliche Ruine Besserstein / vermutlich römischer Wachtturm / neuzeitliche Hochwacht KGS-Nr.: 15854 | B    | F   | Burghalde 658215 / 264027              |              |
| ja   | Datei hochladen · Wikidata zu Schulhaus Stilli (Q29580966)                              | Schulhaus Stilli KGS-Nr.: 15857                                                                             | B    | G   | Stilli, Dorfstrasse 1 659768 / 263125  |              |

## Übrige Baudenkmäler
Hinweis: Anstelle der KGS-Nummer wird als Objekt-Identifikator (ID) die Grundstücksnummer oder eine lokale ID verwendet.
| ID     | Foto |                                                                               | Objekt                             | Typ | Standort                        | Beschreibung |
| ------ | ---- | ----------------------------------------------------------------------------- | ---------------------------------- | --- | ------------------------------- | ------------ |
| VIL939 | ja   | Datei hochladen · Wikidata zu Bäuerlicher Vielzweckbau (um 1830) (Q116156254) | Bäuerlicher Vielzweckbau (um 1830) | G   | Hauptstrasse 13 658493 / 263920 |              |